# Bruno Differding
Bruno Differding est un footballeur français, né le 7 juin 1952 à Vivier-au-Court (Ardennes). 
Il a évolué comme milieu de terrain puis défenseur au CS Sedan Ardennes et au Troyes AF dans les années 1970.
Au total, il a disputé 106 matchs en Division 1 et 55 matchs en Division 2.
Il a joué dans le film Coup de tête.

## Carrière de Joueur
- 1973-1974 : CS Sedan-Ardennes
- 1974-1979 : Troyes AF
- 1979-1980 : Le Havre AC[1]

## Sources
- Coll., Football 77, Les Cahiers de l'Équipe, 1976, cf. page 70
- Coll., Football 79, Les Cahiers de l'Équipe, 1978, cf. page 148